# Грегорио (кардинал)
Грегорио (Gregorio) — католический церковный деятель XII века. На консистории 1138 года был провозглашён кардиналом-священником с титулом церкви Санта-Мария-ин-Трастевере. С 1144 года — кардинал-протопресвитер. Участвовал в выборах папы в 1143 (Целестин II), 1144 (Луций II), 1145 (Евгений III), 1153 (Анастасий IV) и 1154 (Адриан IV) годах.